# Papey
Papey Izland egyik szigete, az ország délkeleti részén terül el, 8 kilométerre a szárazföldön partján lévő Djúpivogur településtől, amelynek önkormányzatához (hreppur) tartozik.
A sziget nevét (magyarul „Papok szigete”) az izlandi honfoglalóktól kapta, mivel az 1130-ban írt Íslendingabók szerint írországi szerzeteseket találtak itt. Régészeti kutatásokkal az ismételt erőfeszítések ellenére sem sikerült igazolni a korábbi lakók jelenlétét.
A 2 km² területű sziget legmagasabb pontja 58 m magas. Papey Izland betelepülésének korától 1966-ig lakott volt. A 21. század elején már csak egy menedékház, világítótorony és templom, valamint egy automatikus meteorológiai mérőállomás áll ott.
A szigeten rengeteg tengeri madár fészkel, így lundák, récefélék és sirályfélék.